# Красников, Валерий Владимирович
Валерий Владимирович Красников (28.10.1922 — 21.10.2004) — советский и российский учёный в области процессов и аппаратов пищевых производств, академик ВАСХНИЛ (1988).

## Биография
Родился в Тамбове. Окончил Московский технологический институт пищевой промышленности (1951) и его аспирантуру (1954). Работал там же: ассистент, доцент, профессор, заведующий кафедрой физики (1955—1974), ректор (1975—1987), с 1988 г. — советник при ректорате.

## Награды и звания
Доктор технических наук (1968), профессор (1968), академик ВАСХНИЛ (1988). Почётный доктор Дрезденского технического университета.
Награждён орденом Трудового Красного Знамени (1973), Почётной грамотой Президиума Верховного совета РСФСР.

## Научные труды
Автор работ по проблемам тепломассообмена в пищевых технологических процессах, по теории распространения и практического использования энергии электромагнитных волн.
Опубликовал 220 научных трудов, получил 4 патента на изобретения. Книги:
- Методы определения оптических и терморадиационных характеристик пищевых продуктов / соавт. С. Г. Ильясов. — М., 1972. — 175 с.
- Кондуктивная сушка. — М.: Энергия, 1973. — 288 с.
- Физические основы инфракрасного облучения пищевых продуктов / соавт. С. Г. Ильясов. — М.: Пищ. пром-сть, 1978. — 359 с.
- Люминесценция пищевых продуктов / соавт. Е. И. Тимошкин. — М.: Лег. и пищ. пром-сть, 1983. — 264 с.
- Спектральный люминесцентный анализ пищевых продуктов / соавт.: Е. И. Тимошкин, А. В. Титкова. — М.: Агропромиздат, 1987. — 288 с.